# Typhonia polycapnias
Typhonia polycapnias is een vlinder uit de familie zakjesdragers (Psychidae). De wetenschappelijke naam van deze soort is, als Melasina polycapnias, voor het eerst geldig gepubliceerd in 1922 door Edward Meyrick. De combinatie in Typhonia werd in 2011 gemaakt door Sobczyk.

## Type
- type: niet gespecificeerd
- instituut: MNHN, Parijs, Frankrijk
- typelocatie: "French Congo (Central African Republic), Fort Crampel"